# Exogamie
Exogamie (van het Grieks gamos = huwelijk; ex = eruit, naar buiten) is: een huwelijk met iemand van buiten de eigen stam, of: de gewoonte of regel, binnen een cultuur of maatschappij, om te trouwen met iemand van buiten de eigen groep (gezin, familie, clan, stam). De oorsprong van dit gebruik ligt waarschijnlijk in maatregelen genomen om inteelt te voorkomen. 
Exogamie was in het oude Mongolië de regel, en leidde daar tot oorlogen tussen verschillende stammen, omdat de echtgenote gestolen moest worden van een andere stam. 

## Maatschappelijk debat exogamie – endogamie
De Rooms-Katholieke Kerk heeft sinds de late oudheid exogamie bevorderd. Zo luidt het gezegde Neef en nicht vrijen dicht maar trouwen niet licht.
Het tegenovergestelde van exogamie is endogamie; dit gebruik is thans nog altijd in de Arabische wereld sterk verspreid, vooral tussen neef en nicht, zij het met regionale verschillen.